# Белград
Белград (на сръбски: Београд/Beograd) е столицата и най-големият град в днешна Сърбия. Разположен е при вливането на река Сава в Дунав и пресечната точка на Среднодунавска низина и Балканския полуостров. Близо 1,7 милиона души живеят в административните граници на града. Той е третият по големина от всички градове на река Дунав.
Белград е един от най-старите непрекъснато населени градове в Европа и света. Една от най-важните праисторически култури в Европа, културата Винча, еволюира в района на Белград през 6-то хилядолетие пр.н.е. В древността трако-даките са обитавали района, а след 279 г. пр.н.е. келтите заселват града, наричайки го Сингидун. Той е завладян от римляните по време на управлението на Август и получава римски градски права в средата на 2 век. Той е заселен от славяните през 520-те години и преминава няколко пъти между Византийската империя, Франкската империя, Българското царство и Кралство Унгария, преди да стане седалище на сръбския крал Стефан Драгутин през 1284 г. Белград служи като столица на Сръбското деспотство по време на управлението на Стефан Лазаревич, а след това неговият наследник Георги Бранкович го връща на унгарския крал през 1427 г. Обедните камбани в подкрепа на унгарската армия срещу Османската империя по време на обсадата през 1456 г. остават широко разпространена църковна традиция до ден днешен. През 1521 г. Белград е завладян от османците и става седалище на санджака Смедерево. Често преминава от османско към хабсбургско владичество, при което по-голямата част от града е разрушена по време на османско-хабсбургските войни.
В периода след Сръбската революция, Белград отново е обявен за столица на Сърбия през 1841 г. Северен Белград остава най-южният пост на Хабсбургите до 1918 г., когато е присъединен към града, поради това, че бившите австро-унгарски територии стават част от новото кралство на сърби, хървати и словенци след Първата световна война. Белград е столица на Югославия от създаването ѝ през 1918 г. до нейното разпадане през 2006 г. С фатално стратегическо положение, за града е имало битка в 115 войни и 44 пъти е разрушаван, бомбардиран е пет пъти и е обсаждан много пъти.
Като главен град на Сърбия, Белград има специален административен статут в Сърбия. Това е седалището на централното правителство, административните органи и държавните министерства, както и дом на почти всички най-големи сръбски компании, медии и научни институции. Белград е класифициран като бета-глобален град. Градът е дом на Клиничния център на Сърбия, един от болничните комплекси с най-голям капацитет в света, църквата Свети Сава, една от най-големите православни църковни сгради, и Белград Арена, една от закритите арени с най-голям капацитет в Европа. Белград е домакин на големи международни събития като Конференцията на река Дунав от 1948 г., първата среща на върха на Движението на необвързаните (1961 г.), първото голямо събиране на ОССЕ (1977 – 1978 г.), конкурса за песен на Евровизия (2008 г.), както и спортни събития като първото Световно първенство по водни спортове на FINA (1973), Европейското първенство по футбол на УЕФА (1976), Лятна универсиада (2009) и три пъти на Евробаскет (1961, 1975, 2005).

## История
Първото селище на територията на днешен Белград се нарича Сингидунум, по името на местното племе. При варварските нашествия античният Сингидунум е унищожен, а сегашният град е възстановен по време на Първата българска държава. По това време той се споменава в латински извори като Алба Булгарика (лат. Alba Bulgarica).
За името на града има поне две версии: едната твърди, че името му идва от белите скали в околността, а другата версия се основава на факта, че в средните векове посоките на света са означавани с цвят. Цветът за запада е белият цвят, и тъй като Белград по това време е най-западната точка на България, е наречен Белград.
След векове на българско, унгарско и византийско владичество, за първи път градът влиза в състава на сръбско владение за съвсем кратко в края на 13 век – на Стефан Драгутин, но като унгарски васалитет. Впоследствие вероятно е част от феодалното владение на Угрин Чака, а от 1330 година има данни да е отново в рамките на Търновското царство. Впоследствие градът е в състава на Душановото царство, но вероятно със завладяването на Видинското царство от маджарите през 1365 година е отново присъединен към Унгарското кралство. По времето на деспот Стефан Лазаревич (1403 – 1427 г.) е за кратко главен град на Моравското деспотство, тъй като сигурната Белградска крепост дава възможност за бързото ѝ напускане в случай на опасност в посока към унгарските земи.
Белград е превзет на третия опит от османските турци на 28 август 1521 година (след обсадите през 1440 и 1456), като отбраната на крепостта се ръководи от бан на унгарско подчинение. Предимно българското население от околността активно участва в отбраната на Белградската крепост, но след превземането ѝ от османците е изселено по Виа Милитарис към Източна Тракия и Цариград през 1521/1522 години.
Със султански ферман от 30 ноември 1830 година de jure е призната автономията на Белградския пашалък под името Княжество Сърбия, но до 7 май 1841 година, княжеска столица е главния град на Шумадия – Крагуевац, където заседава старата скупщина. През 1867 година турският гарнизон напуска Белград изгонен от участниците във втората българска легия, и в града на Дунава окончателно се преместват всички сръбски институции, някои от които от съображения за сигурност се намират дотогава de facto все още в Крагуевац. При избухването на Балканската война двама души от Белград са доброволци в Македоно-одринското опълчение. След Първата световна война Белград става столица на новооснованото Кралство на сърби, хървати и словенци, преименувано през 1929 г. в Кралство Югославия.
По време на Втората световна война, на 20 октомври 1944 г., Белград е превзет от войските на съветския Трети украински фронт на маршал Толбухин (в състава на който участват и български войски) и части на Югославската народноосвободителна армия.
След превземането на Белград от червената армия, градът става столица на новата социалистическа Федеративна народна република Югославия, преименувана по-късно на Социалистическа федеративна република Югославия. Днес Белград е столица на Сърбия, която отново е самостоятелен субект на международното право след обявяване независимостта на Черна гора на 3 юни 2006 г.
През ХХ век градът е бомбардиран 5 пъти, като последната е бомбардировката на НАТО, която продължава от 24 март до 8 юни 1999 г.

## География

### Топография
Белград е разположен на 116,75 м надморска височина и се намира при вливането на река Сава в Дунав. Историческото ядро на Белград, Калемегдан, се намира на десния бряг на двете реки. От 19 век градът се разширява на юг и изток; след Втората световна война, Нови Белград е построен на левия бряг на река Сава, свързваща Белград със Земун. По-малки, предимно жилищни общности отвъд Дунав, като Крняча, Котеж и Борча, също се сливат с града, докато Панчево, силно индустриализиран сателитен град, остава отделен град. Градът има градска площ от 360 км2, докато заедно със столичния си район покрива 3223 км2.
На десния бряг на Сава централен Белград има хълмист терен, докато най-високата точка на самия Белград е хълмът Торлак на 303 м. Планините Авала (511 м) и Космай (628 м) се намират на юг от града. Отвъд Сава и Дунав земята е предимно равнинна, състояща се от алувиални равнини и льосови плата.
Една от характеристиките на градския терен е масовото разхищаване. На територията, обхваната от ОУП, има регистрирани 1155 пункта за масови отпадъци, от които 602 са действащи, а 248 са с „висок риск“. Те обхващат почти 30% от територията на града и включват няколко вида масови отпадъци. Свличанията са разположени по склоновете над реките, предимно върху глинести почви, с наклон между 7 и 20%. Най-критичните са в Карабурма, Звездара, Вишница, Винча и Ритопек, в долината на река Дунав, и Умка, и особено нейния квартал Дъбоко, в долината на река Сава. Те имат движещи се и спящи фази, а някои от тях са записани от векове. По-малко активните зони за пълзене надолу включват целия склон на Теразие над Сава (Калемегдан, Савамала), който може да се види от наклона на паметника Победник и кулата на Катедралната църква, и участъка Вождовац, между Баница и Автокоманда.
Свлачищата обхващат по-малки площи, развиват се по стръмни скали, понякога с наклон до 90%. Те са разположени предимно в изкуствените льосови хълмове на Земун: Гардош, Чуковац и Калвария.
Въпреки това по-голямата част от движението на земя в Белград, около 90%, е предизвикано от строителните дейности и дефектната водоснабдителна система (спукани тръби и др.). Кварталът Мириево се смята за най-успешният проект за отстраняване на проблема. По време на строителството на квартала от 70-те години на миналия век теренът е систематично облагородяван и движението на земята днес е напълно спряно.

### Климат
Белград има влажен субтропичен климат (Cfa), според климатичната класификация на Köppen, с четири сезона и равномерно разпределени валежи. Средните месечни стойности варират от 1,4 °C през януари до 23,0 °C през юли, със средна годишна стойност от 12,5 °C. Има средно 31 дни в годината, когато температурата е над 30 °C, и 95 дни, когато температурата е над 25 °C. В Белград падат около 691 мм валежи годишно, като късната пролет е най-влажна. Средният годишен брой слънчеви часове е 2112.
Най-високата официално регистрирана температура в Белград е била 43,6 °C на 24 юли 2007 г., докато от другата страна най-ниската температура е била −26,2 °C на 10 януари 1893 г.
| Климатични данни за Белград                     | Климатични данни за Белград | Климатични данни за Белград | Климатични данни за Белград | Климатични данни за Белград | Климатични данни за Белград | Климатични данни за Белград | Климатични данни за Белград | Климатични данни за Белград | Климатични данни за Белград | Климатични данни за Белград | Климатични данни за Белград | Климатични данни за Белград | Климатични данни за Белград |
| Месеци                                          | яну.                        | фев.                        | март                        | апр.                        | май                         | юни                         | юли                         | авг.                        | сеп.                        | окт.                        | ное.                        | дек.                        | Годишно                     |
| Абсолютни максимални температури (°C)           | 20,7                        | 23,9                        | 28,8                        | 32,2                        | 34,9                        | 37,4                        | 43,6                        | 40,0                        | 37,5                        | 30,7                        | 28,4                        | 22,6                        | 43,6                        |
| Средни максимални температури (°C)              | 4,6                         | 7,0                         | 12,4                        | 18,0                        | 23,5                        | 26,2                        | 28,6                        | 28,7                        | 23,9                        | 18,4                        | 11,2                        | 5,8                         | 17,4                        |
| Средни температури (°C)                         | 1,4                         | 3,1                         | 7,6                         | 12,9                        | 18,1                        | 21,0                        | 23,0                        | 22,7                        | 18,0                        | 12,9                        | 7,1                         | 2,7                         | 12,5                        |
| Средни минимални температури (°C)               | −1,1                        | −0,1                        | 3,7                         | 8,3                         | 13,0                        | 15,8                        | 17,5                        | 17,6                        | 13,5                        | 9,0                         | 4,2                         | 0,2                         | 8,5                         |
| Абсолютни минимални температури (°C)            | −26,2                       | −15,4                       | −12,4                       | −3,4                        | 2,5                         | 6,5                         | 9,4                         | 6,7                         | 4,7                         | −4,5                        | −7,8                        | −13,4                       | −26,2                       |
| Средни месечни валежи (mm)                      | 46,9                        | 40,0                        | 49,3                        | 56,1                        | 58,0                        | 101,2                       | 63,0                        | 58,3                        | 55,3                        | 50,2                        | 55,1                        | 57,4                        | 690,9                       |
| Средно количество слънчеви часове               | 72.2                        | 101.7                       | 153.2                       | 188.1                       | 242.2                       | 260.9                       | 290.8                       | 274.0                       | 204.3                       | 163.1                       | 97.0                        | 64.5                        | 2112                        |
| ----------------------------------------------- | --------------------------- | --------------------------- | --------------------------- | --------------------------- | --------------------------- | --------------------------- | --------------------------- | --------------------------- | --------------------------- | --------------------------- | --------------------------- | --------------------------- | --------------------------- |
| Източник: Hydrometeorological Service of Serbia |                             |                             |                             |                             |                             |                             |                             |                             |                             |                             |                             |                             |                             |

## Администрация
Белград е отделна териториална единица в Сърбия, със собствена автономна градска власт. Събранието на град Белград има 110 членове, избрани за четиригодишен мандат. 13-членен градски съвет, избран от събранието и председателстван от кмета и неговия заместник, има контрол и надзор над градската администрация, която управлява ежедневните административни дела. Той е разделен на 14 секретариата, всеки от които има специфично портфолио, като трафик или здравеопазване, и няколко професионални служби, агенции и институти.
Изборите за градско събрание на Белград през 2022 г. са спечелени от Сръбската прогресивна партия, която формира управляваща коалиция със Социалистическата партия на Сърбия. Между 2004 г. и 2013 г. Демократическата партия е на власт. Поради значението на Белград в политическия и икономическия живот на Сърбия, длъжността кмет на града често се описва като третата по важност служба в държавата след премиера и президента на републиката.
Като столица Белград е седалище на всички сръбски държавни органи – изпълнителна, законодателна, съдебна, както и седалище на почти всички национални политически партии, както и на 75 дипломатически мисии. Това включва Народното събрание, Президентството, правителството на Сърбия и всички министерства, Върховния касационен съд и Конституционния съд.

### Общини
Градът е разделен на 17 общини. Преди това те са били класифицирани в 10 градски (намиращи се изцяло или частично в границите на същинския град) и 7 крайградски общини, чиито центрове са по-малки градове. С новия градски статут от 2010 г. всички те получават равен статут, с уговорката, че крайградските (с изключение на Сурчин) имат определени автономни правомощия, свързани главно със строителството, инфраструктурата и комуналните услуги.
Повечето от общините са разположени на южната страна на реките Дунав и Сава, в района на Шумадия. Три общини (Земун, Нови Белград и Сурчин) се намират на северния бряг на Сава в района на Срем, а община Палилула, разположена над река Дунав, е както в регионите Шумадия, така и в Банат.
Столичният окръг Град Белград се разделя на 17 общини:
- Бараево,
- Вождовац,
- Врачар,
- Гроцка,
- Звездара,
- Земун,
- Лазаревац,
- Младеновац,
- Нови Београд,
- Обреновац,
- Палилула,
- Раковица,
- Савски Венац,
- Сопот,
- Стари град,
- Сурчин,
- Чукарица.

## Население
Според данни от преброяването на населението през 2011 г., градът има население от 1 166 763 души, докато градският район на Белград (със съседните селища) има 1 233 796 жители, а метрополната зона има население от 1 659 440 души.
Белград е дом на различни етноси от цяла бивша Югославия и Балканите. Основните етнически групи са: сърби, цигани, черногорци, югославяни, хървати, македонци и други. Много хора пристигат в града като бежанци от Хърватия, Босна и Херцеговина и Косово, в резултат на Югославските войни през 1990-те години. Между 10 и 20 хиляди китайци живеят в Белград, като имиграцията им започва в средата на 1990-те години.
| 1284    | 1426    | 1683    | 1738    | 1800      | 1850      | 1875      | 1900   | 1921    |
| ------- | ------- | ------- | ------- | --------- | --------- | --------- | ------ | ------- |
| 25 000  | 50 000  | 100 000 | 40 000  | 25 000    | 15 000    | 27 000    | 69 000 | 111 739 |
| 1931    | 1948    | 1961    | 1971    | 1981      | 1991      | 2011      |        |         |
| 238 775 | 397 911 | 657 362 | 899 094 | 1 087 915 | 1 133 146 | 1 233 796 |        |         |

## Икономика
Белград е финансовият център на Сърбия и Югоизточна Европа, с общо 17 × 106 m2 (180 × 106 кв. фута) офис пространство. Тук се намира и Централната банка на страната. 750 550 души са заети (юли 2020 г.) в 120 286 компании, съществуват 76 307 предприятия и 50 000 магазина. Самият град Белград притежава 267 147 m2 (2 875 550 кв. фута) офис площи под наем. Към 2019 г. в Белград се намира 31,4 % от заетото население на Сърбия и генерира над 40,4 % от нейния БВП. Номиналният БВП на града през 2014 г. се оценява на 16,97 милиарда щатски долара, което възлиза на 859 329 сръбски динара (10 086 долара) на глава от населението. Градският БВП през 2019 г. по паритет на покупателната способност се оценява на 52,1 милиарда щатски долара, което е 32 572 долара на глава от населението по отношение на паритета на покупателната способност.
Нови Белград е централния бизнес район на страната и един от финансовите центрове на Югоизточна Европа. Предлага набор от съоръжения, като хотели, конгресни зали (напр. Sava Centar), офис сгради от клас A и B и бизнес паркове (напр. Airport City Belgrade). Над 1,2×106 m2 (13×106 кв. фута) земя е в процес на изграждане в Нови Белград, като стойността на планираното строителство през следващите три години се оценява на над 1,5 милиарда евро. Белградската фондова борса също се намира в Нови Белград и има пазарна капитализация от 6,5 милиарда евро (7,1 милиарда щатски долара).
С 6924 компании в ИТ сектора (по данни от 2013 г.), Белград е един от най-големите информационни технологични центрове в Югоизточна Европа. „Центърът за разработка на Microsoft в Сърбия“, разположен в Белград, към момента на създаването си е петата подобна програма в света. Много световни ИТ компании избират Белград за техен европейски или регионален център на операции, като Asus, Intel, Dell, Huawei, Nutanix, NCR и т.н. Най-известните ИТ стартиращи компании в Белград, наред с други, са Nordeus, ComTrade Group, MicroE, FishingBooker и Endava. ИТ съоръженията в града включват Института Михайло Пупин и ILR, както и чисто новия ИТ Парк Звездара. Много видни иноватори в областта на информационните технологии започват кариерата си в Белград, включително Воя Антонич и Веселин Йевросимович.
През декември 2021 г. средната месечна нетна заплата в Белград възлиза на 94 463 динара ($946) в нетно изражение, с брутния еквивалент на 128 509 динара ($1288), докато в Нови Белград е 1059 евро. 88 % от домакинствата в града са притежавали компютър, 89 % са имали широколентова интернет връзка и 93 % са имали платени телевизионни услуги.
Според Cushman & Wakefield ул. „Кнез Михайлова“ е 36-ата най-скъпа търговска улица в света по отношение на наем на търговски площи.

## Култура
В града има над 30 музея и галерии, сред които: Музей на лова, Музей на жп транспорта, Музей на сръбския географ Йован Цвиич. Също така има 7 театъра, филхармония и много киносалони. Всяка година през май се провежда фестивалът „Белградска пролет“, а през октомври детският международен фестивал „Радостта на Европа“.
Особно колоритни са старите квартали „Ташмайдан“ и Палилула. На улица „Скадарлия“ е „Белградският Монмартър“. Тук се събират художници, писатели, а през лятото идват и много туристи. Макар в Белград да има много дискотеки и естради, това че го няма старото кафене „Дарданели“ – някогашно свърталище на белградските бохеми, лишава гостите на Стари Белград от възможността да почувстват поне визуално някогашната стара градска атмосфера. Кафаните и ресторантите са същинската памет на Белград. Те пазят твърде много от тази отминала атмосфера. Такова е заведението „Три шешира“, основано още през 1864 г. Името му се превежда на български като „Три шапки“. Наречено е така, защото на негово място преди това е имало фабрика за шапки.
4 моста на река Сава свързват основните 2 части на града – старата и новата (модерната), наречена Нови Београд. В Нови Белград е новата сграда на Скупщината, Галерията на модерното изкуство, много жилищни сгради, магазини, училища, разположени върху пусти блатисти и пясъчливи места край брега на река Сава. Оттук Нови Београд се слива със Земун.
Най-старото и забележително място в Белград е крепостта Калемегдан. Тя се издига на най-високото място, на носа образуван при вливането на Сава в Дунав. Високите, здрави стени, портите Стамбул, Караджорджева, Дефтердарева, Видинска, Леополдова, Стражевите кули и дълбоките ровове мълчаливо напомнят за отминалите векове. Подходите към Калемегдан и вътрешните дворове са превърнати в парк, украсен със скулптури. На една площадка, от която се открива панорама към Дунава, е издигната каменната колона на победата през 1928 г. Тя е увенчана с бронзова фигура на мъж, който държи в едната си ръка меч, а в другата – гълъб, символ на победата и мира. Скулптурата е елемент от визитната картичка на Белград и емблема на телевизията.
Калемегдан е свързан и с освободителните борби на българите, участвали в Първата и Втората Белградска легия. През 1862 г. Георги Раковски организира първата легия. За неин знаменосец е избран Васил Иванов Кунчев, който след лъвският си скок над рова при Стамбул капия, получава прозвището си Левски. Малко известен факт е, че Левски е опериран от апендицит в града. Край една от стените на този белградски парк край Калемегдан са погребани видни личности като Иво Лола Рибар, Иван Милотинович, Джуре Джакович, Моше Пияде и др. В района на Калемегдан са зоологическата градина на града, фонтанът с фигурата „Борба“, дело на Симеон Роксандрович, скулптурите „Партизанинът и децата“, „Умореният борец“, Байракли джамия от 1690 г. Тя носи това име защото с байряк на минарето се давал сигнал на другите джамии да започват молитва.
По булевард „Княз Милош“ се достига до живописния парк Топчидере. До огромен чинар се намира бившата лятна резиденция на Милош Обренович. Тази красива, в сръбски национален стил, сграда е превърната в музей. Близо до Топчидере е горският парк Кошутняк. В изложбен павилион са подредени кукли в национални носии от различни части на света. В красивата местност Дедине се намира друг бивш кралски дворец, построен също в сръбски национален стил.
На 15 км южно югоизточно от Белград е прочутият хълм Авала, висок 511 м. Тук през 1442 г., върху останките от крепостта Жърнов, османците предвождани от Ходи паша, издигат крепостта Авала, името на която в превод на български значи „обезпокоявам“. Целта на крепостта е била не да се напада, а да се безпокои владеният тогава от унгарците Белград. Многобройни стъпала на хълма Авала отвеждат посетителите до Паметника на незнайния воин. Четири фигури на жени – кариатиди, символизиращи югославските народи, подпират с главите си похлупака на античен саркофаг. Паметникът е висок 14.5 м, и е направен е от черен ябланички шлифован гранит. Авторството му е дело на скулптора Иван Мещрович. Открит е през 1934 г., върху останките на старата крепост Авала, от югославския крал Александър Караджорджевич. По-късно тази година кралят става жертва на Марсилския атентат. Като прототип на една от фигурите – на далматинката, е послужила майката на скулптора.
На Авала е построена телевизионна кула, висока 204 метра. От ресторанта на кулата се открива панорама към Белград и околността му.

## Медии
Белград е най-важният медиен център в Сърбия. Градът е дом на главния щаб на националната радио и телевизия в Сърбия (RTS), която е обществена услуга. Най-популярният комерсиален оператор е RTV Pink, сръбска мултинационална медийна компания, известна със своите популярни развлекателни програми. Един от най-популярните търговски оператори е B92, друга медийна компания, която има собствена телевизионна станция, радиостанция и подразделения за издаване на музика и книги, както и най-популярния уебсайт в сръбския интернет. Други телевизионни станции, излъчващи от Белград, включват 1Prva (бивша телевизия Fox), Nova, N1 и други, които покриват само по-голямата област на Белград, като Studio B.
Ежедневниците с голям тираж, публикувани в Белград, включват Politika, Blic, Alo!, Kurir и Danas. Има два спортни всекидневника „Спортски журнал“ и „Спорт“ и един икономически всекидневник „Привредни преглед“. През есента на 2006 г. е основан нов безплатен всекидневник 24 sata. Също така сръбските издания на лицензирани списания като Harper's Bazaar, Elle, Cosmopolitan, National Geographic, Men's Health, Grazia и други имат централи в града.

## Образование
В Белград има два държавни университета и няколко частни институции за висше образование. Белградският университет, основан през 1808 г. като голяма/висша школа, е най-старата институция за висше образование в Сърбия. След като са се развили заедно с голяма част от останалата част от града през 19 век, няколко университетски сгради са признати за съставна част от архитектурата и културното наследство на Белград. С броя на записаните близо 90 000 студенти, университетът е един от най-големите в Европа.
Градът също така е дом на 195 основни училища и 85 средни училища. Основната училищна система включва 162 редовни училища, 14 специални училища, 15 училища по изкуствата и 4 училища за възрастни, докато системата на средното образование има 51 професионални училища, 21 гимназии, 8 училища по изкуствата и 5 специални училища. 230 000 ученици се управляват от 22 000 служители в над 500 сгради, покриващи около 1,1 × 106 m2 площ.

## Транспорт
Белград разполага с обширна система за обществен транспорт, състояща се от автобуси (118 градски линии и повече от 300 крайградски линии), трамваи (12 линии), тролейбуси (8 линии) и S-Train BG Voz (6 линии). Автобуси, тролейбуси и трамваи се управляват от GSP Beograd и SP Lasta в сътрудничество с частни компании по някои автобусни маршрути. S-влаковата мрежа, BG Voz, управлявана от градската управа в сътрудничество със сръбските железници, е част от интегрираната транспортна система и има три линии (Батайница-Овча, Овча-Ресник и Белград център-Младеновац), с още обявени в бъдеще. Системата за билети BusPlus, базирана на безконтактни смарт карти, започва да работи през февруари 2012 г. Ежедневните връзки свързват столицата с други градове в Сърбия и много други европейски дестинации чрез централната автогара на града.
Беовоз беше крайградската железопътна мрежа, която предоставяше услуги за масов транспорт в града, подобно на RER в Париж и GO Transit в Торонто. Основното използване на системата е за свързване на предградията с центъра на града. Беовоз се управлява от сръбските железници. Тази система обаче е премахната още през 2013 г., най-вече поради въвеждането на по-ефективен BG Voz. Белград е една от последните големи европейски столици и градове с над милионно население, които нямат метро или друга система за бърз транспорт. Към ноември 2021 г. се строи Белградско метро, което ще има 2 линии. Очаква се първата линия да заработи до август 2028 г.
Новата Централна жп гара в Белград е хъб за почти всички национални и международни влакове.
Високоскоростната железница, която свързва Белград с Нови Сад, започва своята услуга на 19 март 2022 г. Разширението към Суботица и Будапеща е в процес на изграждане и има планове за разширение на юг към Ниш и Северна Македония.
Градът е разположен покрай паневропейските коридори 7 и 10. Системата от магистрали осигурява лесен достъп до Нови Сад и Будапеща на север, Ниш на юг и Загреб на запад. Скоростната магистрала също е към Панчево, а строителството на нова скоростна магистрала към Обреновац (Черна гора) е планирано за март 2017 г. Околовръстния път на Белград свързва магистралите E70 и E75 и е в процес на изграждане.
Разположен при сливането на две големи реки, Дунав и Сава, Белград има 11 моста, най-важните от които са мостът Бранко, моста Ада, мостът Пупин и мостът Газела, последните два от които свързват ядрото на град с Нови Белград. В допълнение, „вътрешен магистрален полупръстен“ е почти готов и включва новия мост Ада през река Сава и новия Пупин мост през река Дунав, което ще улесни пътуването в рамките на града и разтовари трафика на моста Газела и моста Бранко.
Пристанището на Белград е на река Дунав и позволява на града да получава стоки по реката. Градът се обслужва и от белградското летище Никола Тесла, разположено на 12 км западно от центъра на града, близо до Сурчин. В своя пик през 1986 г. почти 3 милиона пътници са пътували през летището, въпреки че този брой намалява през 1990 г. След подновен растеж през 2000 г. броят на пътниците достига приблизително 2 милиона, през 2004 и 2005 г. над 2,6 милиона пътници, а през 2008 г. достига над 3 милиона пътници. Рекордът с над 4 милиона пътници е счупен през 2014 г., когато летище Никола Тесла в Белград става второто най-бързо развиващо се голямо летище в Европа. Цифрите продължават да растат стабилно и пикът за всички времена от над 6 милиона пътници е достигнат през 2019 г.

## Известни личности
Родени в Белград
- Борислав Ивков (р. 1933), шахматист
- Воислав Кощуница (р. 1944), политик
- Елза Будау (р. 1941), словенска текстописка и писателка
- Миле Арнаутовски (р. 1925), югославски партизанин и политик, деец на НОВМ
- Мики Йевремович (р. 1941), певец
- Мики Манойлович (р. 1950), актьор
- Горан Маркович (р. 1946), режисьор
- Новак Джокович (р. 1987), тенисист
- Растко Петрович (1898 – 1948), поет и писател
- Рахилка Бурзевска (р. 1947), хърватска и северномакедонска певица
- Саша Ковачевич (р. 1985), певец
- Сандра Африка (р. 1988), поп-фолк певица
- Филип Вуянович (р. 1954), президент на Република Черна гора

Починали в Белград
- Доситей Обрадович (ок. 1740 – 1811), писател
- Никола Пашич (1845 – 1926), политик
- Йован Цвиич (1865 – 1927), географ
- Иво Войнович (1857 – 1929), хърватски драматург
- Дража Михайлович (1893 – 1946), генерал
- Тугомир Алаупович (1870 – 1958), хърватски писател
- Иво Андрич (1892 – 1975), писател
- Милош Църнянски (1893 – 1977), поет и писател
- Ото Бихали Мерин (1904 – 1993), изкуствовед
- Синан Хасани (1922 – 2010), политик
- Кирил Симеонов (1915 – 1984), български и югославски футболист
- Вангел Чукалевски (1910 – 1983), югославски партизанин и деец на НОВМ
- Кирил Михайловски (1916 – 1991), югославски партизанин и деец на НОВМ
- Добривое Радославлевич (1915 – 1984), югославски партизанин, инструктор на ЦК на ЮКП за Македония
- Борис Поцков (1916 – 1981), югославски партизанин и деец на НОВМ
- Илия Топаловски (1922 – 1999), югославски партизанин и деец на НОВМ
- Дане Петковски (1922 – 2005), югославски партизанин и деец на НОВМ
- Таип Таипи (1924 – 2001), югославски политик и деец на НОВМ
- Воислав Илич (1916 – 1988), професор и поет от Социалистическа република Македония
- Григор Хаджиташкович (1875 – 1942), сърбоман, деец на македонската емиграция в Сърбия
- Илия Плавев (1867 – 1940), български и югославски комунистически деец
- Добривое Видич (1918 – 1992), политик
- Милован Джилас (1911 – 1995), политик

Други хора, свързани с града
- Константин Величков (1855 – 1907), български писател и политик, посланик през 1902 – 1904
- Иван Попов (1890 – 1944), български дипломат и политик, посланик през 1937 – 1940
- Никола Сукнаров (1848 – 1894), български политик, завършва право през 1875
- Симо Соколов (1848 – 1918), националреволюционер и офицер от Сръбската и Българската армия, завършва гимназия (1870), историко-филологическия факултет (1875) и военно училище в Белград (1875)

## Международно сътрудничество и отличия
Побратимени градове
- Ковънтри, Обединено кралство (1957)
- Чикаго, САЩ (2005)
- Любляна, Словения, (2010)
- Скопие, Северна Македония (2012)
- Шанхай, Китай (2018)
- Баня Лука, Босна и Херцеговина (2020)

Сътрудничещи градове
- Сараево, Босна и Херцеговина (2018)
- Рабат, Мароко (2017)
- Сеул, Южна Корея (2017)
- Астана, Казахстан (2016)
- Техеран, Иран (2016)
- Корфу, Гърция (2010)
- Шенжен, Китай (2009)
- Загреб, Хърватия (2003)
- Киев, Украйна (2002)
- Алжир (град), Алжир (1991)
- Тел Авив, Израел (1990)
- Букурещ, Румъния (1999)
- Пекин, Китай (1980)
- Рим, Италия (1971)
- Атина, Гърция (1966)

Някои от общините в града също са побратимени с малки градове или райони на други големи градове; за подробности вижте съответните им статии.
Белград е получил различни местни и международни отличия, включително френския Почетен легион (провъзгласен на 21 декември 1920 г.; Белград е един от четирите града извън Франция, заедно с Лиеж, Люксембург и Волгоград, които получават тази чест), Чехословашкия боен кръст (награден 8 октомври 1925 г.), югославския орден „Звездата на Караджордже“ (награден на 18 май 1939 г.) и югославския орден „Народен герой“ (провъзгласен на 20 октомври 1974 г., 30-ата годишнина от свалянето на нацистката германска окупация по време на Втората световна война). Всички тези отличия са получени за военните усилия по време на Първата и Втората световна война. През 2006 г. списанието на Financial Times за преки чуждестранни инвестиции присъжда на Белград титлата Град на бъдещето на Южна Европа.